# Korg CX-3

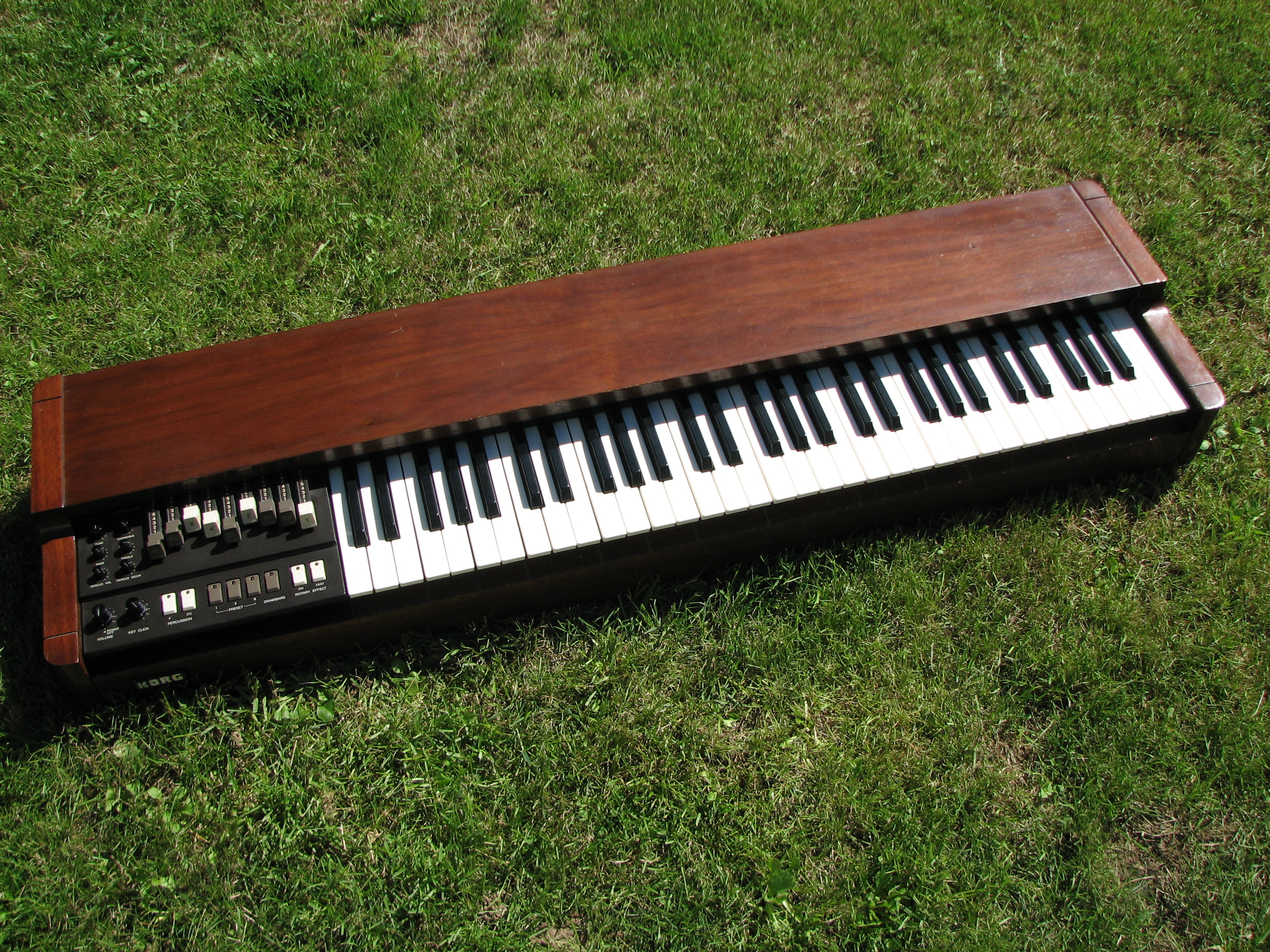
Eine Korg CX-3 der ersten Bauart

Die Korg CX-3 ist eine transportable, einmanualige Orgel (auch „Stage Organ“ genannt). Als sogenannter „Hammond-Klon“ sind ihre Bedienelemente, das Design und der Klang stark den original Hammondorgeln nachempfunden.
Von der Korg CX-3 gibt es ein altes und ein neues Modell. Von beiden existiert zudem eine zweimanualige Variante, als Modell „BX-3“.
Die erste CX-3 kam 1979 auf den Markt. Sie beinhaltete neben dem mit seinen Eigenarten nachempfundenen Klang der Tonewheels einer Hammond-Orgel, gesteuert über einen Registersatz neunchörige Zugriegel, eine elektronische Simulation des Leslie Lautsprecher-Kabinetts, bezeichnet als „Rotary Speaker“-Effekt.
Im Jahr 2000 wurde die CX-3 durch eine Version in digitaler Technik abgelöst. Diese ist mit einem zweiten Satz Zugriegeln ausgestattet und erlaubt es die Klaviatur für die beiden Klangvarianten zu unterteilen. Chorus- und Reverb-Effekt, 128 Presets und das MIDI-Interface kamen hinzu, sowie speicherbare Parameter für Key-Click, Leslie-Geschwindigkeit und die mögliche Kopplung der Zugriegelsätze für weitere Register. Korg stellte eine virtuelle CX-3 für die eigene Workstation OASYS, dem Vorgänger von KRONOS, vor.